# リポタンパク質リパーゼ
リポタンパク質リパーゼ（LPL）（EC 3.1.1.34）(英:Lipoprotein lipase(英語版))は、リパーゼ遺伝子ファミリーのメンバーであり、膵リパーゼや肝リパーゼ、内皮リパーゼを含む。それは、キロミクロンおよび超低密度リポタンパク質（VLDL）、3つの遊離脂肪酸および1つのグリセロール分子に見られるような、リポタンパク質中のトリグリセリドを加水分解する水溶性酵素で、補因子としてApoC-IIを必要とする。キロミクロンレムナントやコレステロールが豊富なリポタンパク質、および遊離脂肪酸の細胞取り込みの促進にも関与している。
LPLは、タンパク質グリコシルホスファチジルイノシトールHDL結合タンパク質1（GPIHBP1）およびヘパラン硫酸プロテオグリカンによって、毛細血管の内皮細胞の内腔表面に付着しており、脂肪や心臓、骨格筋組織ならびに泌乳乳腺において最も広く分布している。

## 合成
LPLは、 グリコシル化ホモ二量体として実質細胞から分泌され、その後、 細胞外マトリックスを介して、内皮細胞を横切って毛細管内腔に移動する。翻訳後、新たに合成されたタンパク質は、 小胞体内でグリコシル化される。LPLのグリコシル化部位は、Asn-43、Asn-257、およびAsn-359である。その後、 グルコシダーゼは末端グルコース残基を除去する。LPLがホモ二量体を形成し、触媒的に活性化するのに必要な立体配座変化の原因であると考えられていた。ゴルジ装置では、 オリゴ糖は、さらに2つの複合鎖、または2つの複合体および1つの高マンノース鎖のいずれかになるように改変される。最終タンパク質において、炭水化物は分子量の約12％（55-58kDa）を占める。
ホモ二量体化は、LPLが細胞から分泌される前に必要である。分泌後、LPLは、内皮細胞を横切って運ばれ、タンパク質グリコシルホスファチジルイノシトール固定化された高密度リポタンパク質結合タンパク質1によって毛細管管腔に提示される。

## 構造
LPLの結晶構造は発見されていない。しかしながら、リパーゼファミリーの構成員間の実質的な実験的証拠および構造的相同性が存在し、酵素の有望な構造および機能領域を予測する。LPLは、脂肪分解活性部位を含むより大きなN末端ドメインと、より小さなC末端ドメインとの2つの異なる領域から構成される。これらの2つの領域は、ペプチドリンカーによって結合されている。N末端ドメインは、 αヘリックスによって囲まれた中心βシートを含む球状構造であるα/βヒドロラーゼフォールドを有する 。C末端ドメインは、2つのβシート層によって形成されたβサンドイッチであり、細長いシリンダーに似ている。

## メカニズム
LPLの活性部位は、保存されたSer-132、Asp-156およびHis-241トライアドからなる。触媒作用のためのN末端ドメインの他の重要な領域は、 オキシアニオンホール （Trp-55、Leu-133）、蓋領域（残基216〜239）、ならびにβ5ループ（残基54〜64）を含む。ApoC-II結合部位は現在のところ未知であるが、この相互作用が起こるためにN末端ドメインおよびC末端ドメインの両方の残基が必要であることが予測される。C末端ドメインは、LPLの基質特異性を付与するようである。それは、コレステロールに富むリポタンパク質よりも大きいトリアシルグリセリドに富むリポタンパク質に対してより高い親和性を有する。C末端ドメインは、 LDLの受容体への結合にも重要である。NおよびC末端ドメインの両方は、脂質結合部位の遠位のヘパリン結合部位を含む。したがって、LPLは、細胞表面とリポタンパク質との間の橋渡しとして役立つ。重要なことに、細胞表面または受容体へのLPL結合は、その触媒活性に依存しない。
LPL非共有ホモ二量体は、単量体の頭 - 尾配列を有する。Ser/Asp/Hisの三組は、蓋によって溶媒から遮断された疎水性の溝に含まれる。リポタンパク質中のApoC-IIおよび脂質に結合すると、C末端ドメインは脂質基質を蓋領域に提示する。脂質は、活性部位の蓋領域および疎水性溝の両方と相互作用する; これにより、蓋が移動し、活性部位へのアクセスが可能になる。β5ループは、タンパク質コアに折り返され、オキシアニオンホールの求電子剤の1つを脂肪分解のための位置にもたらす。脂質のグリセロール骨格は、活性部位に入ることができ、加水分解される。
2分子のApoC-IIが各LPL二量体に結合することができる。最大40個のLPL二量体が単一のリポタンパク質に同時に作用すると推定される。動態に関しては、生成物の循環への放出が反応における律速段階であると考えられている。

## 臨床的意義
リポタンパク質リパーゼの欠乏は、 高トリグリセリド血症(血流中のトリグリセリドレベルの上昇)をもたらす。マウスでは、LPLの過剰発現がインスリン抵抗性を引き起こし、肥満を促進することが示されている。